# شهر خان
شهر خان (به ازبکی: Шаҳрихон) شهری در استان اندیجان کشور ازبکستان است که در سرشماری سال ۲۰۱۰ میلادی، ۸۴٫۷۰۲ نفر جمعیت داشته است.